# Учебник Мединского
«Учебник Мединского» — условное название единой линейки учебников истории России для общеобразовательных заведений. Авторы учебника — бывший министр культуры России Владимир Мединский, ректор МГИМО Анатолий Торкунов, руководитель Института всеобщей истории РАН Александр Чубарьян.
Первый российский учебник для старшеклассников, в котором синхронизированы курсы истории России и всемирной истории. Он включает четыре книги: «История России» (10-й класс), «Всемирная история» (10-й класс), «История России» (11-й класс) и «Всемирная история» (11-й класс).
Охватывает историю России с конца Второй мировой войны по современность, включая такие темы как война в Донбассе (2014—2022) и вторжение России на Украину.

## История появления

### Предпосылки
В апреле 2013 года на «Прямой линии» президент России Владимир Путин отметил важность унификации учебников истории. Он указал на отсутствие официальной оценки исторических событий и поддержал идею создания учебников, построенных на общей концепции и уважении ко всему прошлому. «Российская газета» отметила, что «инициатива о создании новых учебников истории для средней школы исходила именно от Владимира Путина».
В мае 2013 года Комитет гражданских инициатив вместе с историками выразил беспокойство по поводу попыток внедрения единого учебника, указав на то, что исторические факты не могут существовать в отрыве от разных оценок и различных интерпретаций; в ином случае это может привести к ограничению мышления и формированию однозначной идеологической версии прошлого.
В том же году доктор исторических наук Иван Курилла написал статью для газеты «Троицкий вариант — Наука» под названием «Дорога в никуда», в которой он выразил критическое отношение к созданию единого учебника истории для школы, который, по его словам, представляет устаревший анахронизм. Курилла считал, что идея единого учебника не соответствует современным реалиям, так как проблема «формирования нации» изменилась с течением времени. Он критиковал стремление государства создать единый учебник как способ контроля, отмечая, что это не приведет к улучшению качества обучения.
В мае 2014 года другая группа историков и учителей призвала к бойкоту конкурса по созданию учебника, утверждая, что его целью является формирование «идеологически правильной» версии истории России.
Инициатива разработки учебников была поручена «Российскому историческому обществу» под руководством С. Е. Нарышкина. Оно предложило «Единый историко-культурный стандарт» и в 2014 году объявило конкурс для издательств на создание учебников. В том же году министр образования и науки РФ Дмитрий Ливанов сообщил о создании «единого историко-культурного стандарта, на основе которого будут разработаны учебники истории», при этом единый учебник для всех школ не предполагался. После аннексии Крыма Путин предложил дополнить учебник информацией о Крыме и Севастополе, что и было внесено в концепцию нового учебника. В июне 2015 года итальянский историк-медиевист Карло Гинзбург подчеркнул, что попытки создать единый учебник в России стремятся контролировать восприятие прошлого, что противоречит идее исторической правды, которая должна быть спорной и изменчивой. Гинзбург отметил, что стремление контролировать прошлое обречено на провал в долгосрочной перспективе из-за изменчивости исторических обстоятельств. Спустя время издательства «Просвещение», «Русское слово» и «Дрофа» разработали линейки учебников, которые с 2016—2017 учебного года стали использоваться в школах.

### Создание учебника
По словам Владимира Мединского, работа над учебником началась в апреле 2023 года и велась в экстремально короткие сроки. Он уточнил, что для создания новых школьных учебников по истории Министерство просвещения РФ выбрало три наилучшие линейки учебников, уже существовавшие к 2023 году, и использовало их как базу, существенно модернизировав их содержание.
7 августа 2023 года на конференции ТАСС Мединским был представлен новый единый государственный учебник по всемирной истории и истории России для 10—11 классов. Было отмечено, что он начнёт использоваться с 1 сентября 2023 года всеми школами России, включая те, что расположены на территории аннексированных в 2022 году регионов Украины — ДНР, ЛНР и Запорожской и Херсонской областях. Мединский отметил, что это первый подобный учебник с распада СССР. Была названа стоимость учебника 849 рублей, что является на 20 % дешевле предыдущего издания.

## Структура
В учебнике представлен переработанный раздел, посвящённый современной истории России с 1970-х годов. Был также добавлен раздел, охватывающий события на Украине в 2014 году и вторжение России на Украину. Мединский отметил, что в данном учебнике меньше статистики и больше рассказов о людях и событиях. В учебник предусмотрено включение карт с четырьмя аннексированными Россией украинскими регионами: ДНР, ЛНР, Херсонской и Запорожской областями. Содержание учебника было идентично государственной пропаганде, звучащей на телевидении РФ, будучи основанным на систематических упрощениях, умолчаниях и мифологизации. Также учебник призывал не доверять альтернативным источникам информации.
Владимир Мединский заявил, что проект учебника ставил перед собой задачу пересмотра структуры и содержания всемирной истории и истории России. Министр просвещения РФ Сергей Кравцов подчеркнул, что в линейке будет отражено влияние России на глобальную историю. Научный руководитель Института всеобщий истории РАН Александр Чубарьян отметил, что акцент в учебнике сместился с европейских стран на Азию, Африку и Латинскую Америку. Кравцов подчеркнул, что новые учебники имеют цель противостоять информационной войне против России. В свою очередь ректор МГИМО и соавтор учебника Анатолий Торкунов добавил, что разработчикам была поставлена задача освещения не только событий XX века, но и современной истории. Он подчеркнул, что не упомянуть Олимпиаду в Сочи, Чемпионат мира 2018 года и «СВО» было бы «чудовищным ханжеством». Трактовка изложенных в учебнике событий, по словам ректора МГИМО и соавтора учебника Анатолия Торкунова, исходит из современного «понимания того, что происходило и что происходит в настоящий момент». По словам Кравцова, в учебник по истории России впервые были включены QR-коды, которые позволят получать доступ к архивам, библиотекам и фильмам на государственных порталах, а также на платформе ВГТРК «Смотрим». Мединский отметил, что из-за возрастной рейтинговой маркировки «18+» пришлось исключить из учебника ссылки на фильмы «Поднятая целина», «Тихий Дон» и «Бриллиантовая рука».

### История СССР
События 1960-х годов описываются в учебнике как «революция благосостояния», характеризующаюся повышением уровня бытового комфорта в городах. Тем не менее, авторы учебника указывают на различия между уровнем жизни в городах и развитых странах Запада, ссылаясь на иностранные кинофильмы и рекламные журналы, но не уточняют, какие именно журналы использовались. Также в предыдущей версии учебника фраза «революция благосостояния» не встречается. Авторы рассказывают об эволюции индустрии и сельского хозяйства, а затем отмечают, что сложности в развитии животноводства и освоении неурожайных земель в начале 1960-х годов привели к дефициту мяса, молока и масла, а также к росту цен.
Относительно Михаила Горбачёва в учебнике представлена негативная оценка, подчёркивается его роль в распаде СССР, а он сам описывается как некомпетентный лидер. Ему приписывают недостатки в понимании промышленности, армии, ВПК и внешней политики. Также указывается, что он не имел опыта работы на производстве, не руководил стройкой, не был директором крупного завода и не имел опыта министерской работы.
В учебнике также обсуждается рост национализма во времена Горбачёва. Особое внимание уделяется созданию «народных фронтов» как ключевому направлению демократизации политической системы. Предыдущая версия учебника также отмечала, что Горбачёв не всегда хорошо ориентировался в вопросах промышленности, армии и внешней политики, однако он «отличался от большинства высших руководителей не только возрастом, но и умением говорить без бумажки», а также «подкупал своей открытостью, готовностью к общению с людьми». Горбачёв также принимал меры для разрешения национальных конфликтов, включая обращение к народам Азербайджана и Армении. Старая версия учебника отмечала, что Горбачёв стал первым президентом, и введение института президентства считалось шагом к демократизации страны и установлению правового государства. Также упоминалось, что Горбачёв способствовал завершению холодной войны и инициировал диалог с США. В качестве положительного аспекта авторы отметили гласность, сопровождаемую публикацией ранее запрещённых материалов, что считалось положительным. Авторы также отмечали писателя-диссидента Александра Солженицына. Результаты президентства Горбачёва оценивались как противоречивые.

### После распада СССР
В учебнике 1990-е годы оцениваются как период с явно негативными характеристиками: «Распад великой страны, резкое социальное расслоение, отсутствие общественного идеала стало тяжелым испытанием для людей. „Открытие Запада“ сопровождалось хлынувшим в страну потоком низкопробных культурных подделок, общим падением нравов и ростом преступности». В начале 1990-х годов, по словам авторов книги, россияне ещё испытывали доверие к власти и, несмотря на значительное падение уровня жизни, поддерживали курс на реформы, однако позже «большинство населения страны стало скептически относиться к либеральным идеям, которые ассоциировались со снижением жизненного уровня, утратой геополитических позиций нашей страны». В предыдущей версии учебника многие явления 1990-х годов были описаны с учётом разных точек зрения. Например, вместо выражения «низкопробные культурные подделки», использовавшегося в редакции 2023 года, в предыдущей версии говорилось о том, что в 1990-е годы «значительно увеличилось поступление товаров широкого спроса из-за границы».
Негативно оценены распад Югославии, война в Грузии, снос советских мемориалов, «возрождение нацизма в странах Балтии». По современной истории в учебнике присутствует 17 параграфов: «Отношения с Западом в начале XXI в.», «Давление на Россию со стороны США», «Противодействие стратегии Запада в отношении России», «Фальсификация истории», «Возрождение нацизма», «Украинский неонацизм», «Переворот на Украине 2014 г.», «Возвращение Крыма», «Судьба Донбасса», «Минские соглашения. Что это было?», «Обострение ситуации», «Специальная военная операция», «Противостояние с Западом», «Новые регионы», «Украина — ультранационалистическое государство», «СВО и российское общество» и «Россия — страна героев».
В начале XXI века, как сказано в учебнике, Россия рассчитывала на улучшение отношений с Западом, надеясь на развитие сотрудничества и добрососедские связи. Однако, по мнению авторов учебника, страна стала сильнее в начале 2000-х годов, что «не устраивало» США. Они указывают на стремление Запада дестабилизировать положение внутри России. Согласно плану, это включает в себя втягивание России в конфликты и цветные революции, дезорганизацию её экономики и смену власти на прозападную с целью контролировать ресурсы страны.

### Украина и вторжение российских войск
Авторы учебника утверждают, что Украина, из которой «лепили анти-Россию», стала «главным тараном» против России. Они описывают украинскую власть как «хунту», пришедшую к власти благодаря «кровавому вооружённому мятежу» в 2014 году. Авторы также подчёркивают недружелюбное отношение Запада к России через расширение НАТО на Восток. В предыдущей редакции заявлялось, что «в ходе государственного переворота на Украине в начале 2014 г. был свергнут законно избранный президент Янукович» и «к власти в Киеве при поддержке стран Запада пришли радикальные националисты». Также утверждалось, будто на Украине «фактически» запретили использование русского языка. События 2014 года на Донбассе описывались как «выступление русскоязычного населения южных и восточных районов Украины в защиту своих прав».
Учебник утверждает, что на Украине якобы воспитывалось несколько поколений с неприязнью к России на основе неонацистских идей. Авторы заявляют, что «украинский неонацизм» не копирует немецкий национал-социализм, но представляет «озлобленное национальное, языковое, культурное насилие агрессивного меньшинства над большинством». В учебнике также описывается, как на Украине якобы была введена жёсткая репрессивная практика преследования инакомыслия, запрет оппозиции, идеологическая индоктринация, а русская культура объявлена враждебной. В учебнике заявляется, что украинские власти якобы посчитали «террористами» жителей Донбасса, «высказавших стремление остаться русскими».
После раздела о Крыме в старой версии учебника следовало описание «операции по борьбе с терроризмом» в Сирии, а также новых типов вооружения — ракетный комплекс «Сармат», авиационно-ракетный комплекс «Кинжал», беспилотные подводные аппараты «Посейдон» и другие. Авторы констатировали, что эти современные виды вооружения снизили усилия США и НАТО по изменению военно-стратегического паритета в свою пользу. В заключении старого учебника была упомянуты поправки к Конституции, принятые в 2020 году, однако не было предоставлено подробного описания события. В учебнике версии 2023 года уточняется, что в новой Конституции «уточнены ограничения, связанные с количеством сроков пребывания на посту Президента страны».
Авторы утверждают, что цель войны России на Украине заключается в «защите Донбасса и упредительном обеспечении безопасности России», в то время как Запад ввёл «незаконные» санкции и поддерживал «украинский режим». В учебнике также приводятся примеры войны в Донбассе, где ВСУ якобы использовали стратегию размещения боевых позиций в жилых районах и местных жителей в качестве «живого щита», что оценивается авторами книги как «изуверская» тактика. Авторы учебника называют введённые против России санкции «абсолютно незаконными» и утверждают, что США получили наибольшую выгоду от украинского конфликта, а затем призывают учащихся быть бдительными, думать критически и обращать внимание на манипуляции с информацией.
Раздел «Специальная военная операция» занимает лишь один короткий абзац, в который включена цитата Путина о стремлении России завершить войну на Украине. Сразу после этого начинаются иллюстрации успешных аспектов жизни в России: фотографии школы «Сириус», небоскрёба «Лахта-центр» в Петербурге, офиса Сбербанка и «Яндекса». В учебнике призывается использовать открытые рынки и возможности для карьеры и стартапов в России. Авторы упоминают мобилизацию в стране и аннексию оккупированных регионов Украины. В учебнике также представлена фраза о «войне до последнего украинца». Глава «Россия — страна героев» посвящена подвигам военных на фронте. Некоторые офицеры упоминаются персонально — например, псковский спецназовец Александр Жихарев. По словам авторов учебника, российские военные на Украине «сражаются за добро и правду», «подрывая себя вместе с врагом» и «ведя бой в горящем танке».
Учебник завершается утверждением: «Век XXI должен стать веком новой, возрождённой России».

## Критика

### Положительные отзывы
В российском историческом журнале «Родина» была опубликована статья, восхваляющая учебник. В ней историк Юрий Борисёнок проводит пересказ содержания учебника с использованием обширных цитат из него, выражая положительное отношение к данному учебному пособию.
Другой историк Юрий Никифоров, в свою очередь, последовательно критикует в «Российской газете» тех, кто высказал отрицательное мнение учебнику.

### Агитационный характер
Ряд журналистов и историков обнаружили, что стиль написания учебника существенно отличается от традиционного академического стиля, скорее напоминая агитационные высказывания. В книге стало больше эмоционально окрашенных эпитетов, различных врезов, вставок и иллюстраций. Также в новой версии учебника больше цитат, особенно из выступлений Владимира Путина. Авторы работы обращаются к эмоциям и чувствам, используют множество призывов и обращений, а также заметное использование личных местоимений, таких как «мы» и «наша страна». С приближением к современности стиль учебника приобретает более публицистический характер, что приводит к манипулятивным высказываниям. Например, представлена гипотетическая ситуация, связанная с потенциальной ядерной войной, о возможных последствиях того, если бы Украина вступила в НАТО.
Российско-израильский историк и политолог Константин Пахалюк считает, что учебники писались не лично Мединским, а их создание фактически является бизнесом, связанным с большими деньгами; так, высокопоставленный статус Мединского способствует продвижению учебников на рынке. Профессор Венецианского университета, историк Евгений Добренко отмечает, что пропагандистская функция учебника под редакцией «дилетанта-пропагандиста» Мединского неудивительна. Добренко считает, что те же пропагандистские штампы можно встретить на государственном ТВ у телеведущих, таких как Владимир Соловьёв и Ольга Скабеева, и даже в высказываниях самого Путина.
На сами обвинения в «кремлёвской пропаганде» в ноябре 2023 года Мединский отметил, что учебник по истории является «взвешенным и объективным», а содержанием книги недовольны только те, кому «не нравится то, что сейчас в нашей стране происходит». Общественный деятель также подчеркнул, что учебник знакомит учащихся с официальной позицией российской исторической науки.

### Исторические неточности
Кандидат исторических наук Олег Петрович-Белкин отметил, что учебник содержит искажения и недостоверную информацию, которые могут исказить восприятие и понимание исторических событий учащимися (например, события на Украине в 2014 году учебник называет «государственным переворотом»). Историк также отметил несостыковки в разделе, посвящённом санкциям. Петрович-Белкин указывает на аспект в учебнике, связанный с разделом о «СВО». После цитаты Путина авторы учебника задают учащимся вопросы о причинах начала «СВО», и почему она началась именно в этот период. Эксперт отмечает, что это представляется странным, учитывая, что «никто не знает» ни причин, ни целей данной спецоперации, а также нет ясных объяснений по поводу даты её начала, что вводит некоторую долю нелогичности в рассмотрение событий. Он также подчёркивает, что приведённая цитата Путина в данном контексте не имеет ясной связи с вопросами о причинах и дате начала операции, что подрывает историческую и логическую последовательность.

### Реакция венгерских властей
Учебник изображает венгерских революционеров 1956 года как мятежных радикалов и бывших солдатов фашистской Венгрии, а организаторами протестов называет западные спецслужбы. Государственный секретарь по вопросам двусторонних отношений в МИД Венгрии Тамаш Менцер отреагировал так:
В 1956 году венгерский народ восстал против коммунистической диктатуры, это ясный, недвусмысленный факт, а не предмет дискуссий. Любое утверждение обратного является ложным. То, что произошло, настолько ясно, что мы не будем ни с кем это обсуждать.
Венгерский историк-русист и автор книги «Россия Путина» Золтан Биро считает, что нужно вызвать посла России в Венгрии в МИД на разговор, отреагировать на выпуск учебника Мединского. Биро полагает, что это фальсификация истории.

### Критика от представителей Кавказа
Осенью 2023 года различные общественные деятели Северного Кавказа раскритиковали абзац книги про депортации. В редакции учебника было написано о «фактах сотрудничества с оккупантами» в 1943—1944 годах с упоминанием карачаевцев, калмыков, чеченцев, ингушей, балкарцев, крымских татар, а также о решении ликвидировать государственные образования этих народов и подвергнуть их депортации в восточные регионы страны. Чтобы доработать учебник, из глав регионов, народы которых оказались репрессированными, была сформирована рабочая группа.